# Санта-Барбара (вулкан)
Санта-Барбара — вулкан. Располагается на острове Терсейра в архипелаге Азорские острова, Португалия.
Стратовулкан конической формы. Общая площадь вулкана 13 кв.км. На вершине кальдера диаметром 2 км. По другим данным вулкан состоит из двух кальдер, одна из которых проявляла активность более 15 000 лет назад. Высота 1243 метра. Состоит преимущественно из трахитов, базальтов. В основании кальдеры трахитовые экструзивные купола. На склонах игнимбриты и побочные конусы и трещины, которых насчитывается более десятка. Расположен в западной части острова, часть вулканических образований находятся под водой. Является одним из наиболее активных вулканов острова. Единственный вулкан острова, который извергался в современный период. Ближайший активный геологический объект Хребет Серетта находится к западу в подводной части Атлантического океана, который проявлял активность в течение нескольких лет конца XX века. Окрестности Санта-Барбары покрыты лесным массивом и являются заповедной зоной. Территория площадью 1100 га включена в состав европейских охраняемых природных зон Natura 2000. На вершине вулкана иногда выпадает снег.